# Les Danseurs de la fin des temps
Les Danseurs de la fin des temps (titre original : The Dancers at the End of Time) est un cycle de roman (complété par un recueil de nouvelles) écrit par Michael Moorcock. Il prend place dans l'Hypercycle du Multivers.

## Résumé
Dans un futur éloigné de plusieurs millions d'années, au milieu d'une humanité décadente décimée dont les survivants sont des immortels, « l'amoral » Jherek ramène du passé une jeune femme. Amelia, qui vivait a l'ère victorienne, se retrouve l'actrice principale d'un étrange jeu.

## Livres du cycle
1. Une chaleur venue d'ailleurs (An Alien Heat) – 1972
2. Les Terres creuses (The Hollow Lands) – 1974
3. La Fin de tous les chants (The End of All Songs) – 1976
4. Légendes de la fin des temps (Legends from the End of Time) – 1976 (recueil de nouvelles)

## Publication
- en octobre 2000 les editions Denoël (coll. Lunes d'encre n° 14) publie l'intégrale du cycle en un volume. Traduction de Elisabeth Gille, couverture de Benjamin Carré  (ISBN 2-207-25176-4)